# Charles Chibana
Charles Koshiro Chibana (São Paulo, 11 de septiembre de 1989) es un deportista brasileño que compite en judo.
Ganó una medalla en los Juegos Panamericanos de 2015 y tres medallas en el Campeonato Panamericano de Judo entre los años 2013 y 2016.

## Palmarés internacional
| Juegos Panamericanos    | Juegos Panamericanos  | Juegos Panamericanos | Juegos Panamericanos |
| Año                     | Lugar                 | Medalla              | Categoría            |
| ----------------------- | --------------------- | -------------------- | -------------------- |
| 2015                    | Toronto (Canadá)      | Medalla de oro       | –66 kg               |
| Campeonato Panamericano |                       |                      |                      |
| Año                     | Lugar                 | Medalla              | Categoría            |
| 2013                    | San José (Costa Rica) | Medalla de bronce    | –66 kg               |
| 2014                    | Guayaquil (Ecuador)   | Medalla de oro       | –66 kg               |
| 2016                    | La Habana (Cuba)      | Medalla de oro       | –66 kg               |